# Alexandria (Tennessee)
Pour les articles homonymes, voir Alexandrie (homonymie).
Alexandria est une municipalité américaine située dans le comté de DeKalb au Tennessee.
Selon le recensement de 2010, Alexandria compte 966 habitants. La municipalité s'étend sur 2,02 milles carrés (5,23 km2).
La localité est fondée en 1820 par Daniel Alexander, qui vivait sur les lieux depuis 1801. Elle devient une municipalité dans les années 1840.